# Comunitat de comunes de Mauron en Brocéliande
La Comunitat de comunes de Mauron en Brocéliande (en bretó Kumuniezh kumunioù Bro Maoron ha Breselien) és una estructura intercomunal francesa, situada al departament d'Ar Mor-Bihan a la regió Bretanya, al País de Ploërmel - Cœur de Bretagne. Té una extensió de 149,76 kilòmetres quadrats i una població de 5.817 habitants (2009).

## Composició
Agrupa 7 comunes :
1. Brignac
2. Mauron
3. Concoret
4. Néant-sur-Yvel
5. Saint-Brieuc-de-Mauron
6. Saint-Léry
7. Tréhorenteuc